# Gmina Mäetaguse
Gmina Mäetaguse (est. Mäetaguse vald) – gmina wiejska w Estonii, w prowincji Virumaa Wschodnia.
W skład gminy wchodzi:
- 1 okręg miejski: Mäetaguse
- 20 wsi: Apandiku, Aruküla, Arvila, Atsalama, Ereda, Jõetaguse, Kalina, Kiikla, Liivakünka, Metsküla, Mäetaguse, Pagari, Rajaküla, Ratva, Tarakuse, Uhe, Võhma, Võide, Võrnu, Väike-Pungerja.